# Hapaline appendiculata
Hapaline appendiculata är en kallaväxtart som beskrevs av Henry Nicholas Ridley. Hapaline appendiculata ingår i släktet Hapaline och familjen kallaväxter. Inga underarter finns listade.